# 岳海岩
岳海岩（1937年—2005年），中国人民解放军海军中将。
岳海岩是中国人民解放军高级将领。岳海岩生于辽宁省凌海市，小时候要过饭，1953年加入中国共产主义青年团，1956年参加中国人民解放军，同年加入中国共产党。先后任标图员、班长、参谋、营政治教导员、副处长、4810厂党委书记、水警区政治部副主任、水警区政治部主任、水警区副政治委员、水警区政治委员、海军旅顺基地政治部主任、旅顺基地政治委员、海军南海舰队副政治委员、海军东海舰队政治委员。他带领部队艰苦奋斗，开拓创新，努力加强全面建设，为提升部队的综合作战能力做了大量工作，为部队建设和发展做出了贡献，在部队享有很高的威望。2005年因病医治无效于北京逝世。安葬于旅顺。
岳海岩同志是中共第十四届中央候补委员、第十五届中央委员(00年五中全会递补)，全国政协第十届委员会常务委员。他1988年被授予海军少将军衔，1996年晋升为海军中将军衔。